# Балтимор (аэродром)
«Балтимор» — военный аэродром в Воронеже. Расположен в Советском районе вблизи микрорайона Тенистый и дачных кооперативов «Ближние сады» и «Дальние сады». Прежнее название: «Б», «Воронеж «б», Воронеж-Б.

## История
Основан в 1930-х годах.
Построен в 1956 году.
На аэродроме дислоцируется 47-й гвардейский бомбардировочный авиационный полк (в/ч 45117) 105-й смешанной авиационной дивизии 6-й армии ВВС и ПВО Западного военного округа (самолёты Су-34). Данный полк стал первым линейным полком ВВС (ВКС) России, перевооружённым на фронтовые бомбардировщики Су-34, получив в 2011—2013 годах 24 самолёта этого типа. Также планировалось получение новых самолётов 5 поколения Су-57 и образование новой эскадрильи, но ввиду ряда причин от этого пришлось отказаться.
С 2013 года на территории началась реконструкция аэродрома. На этот период вся авиатехника была передислоцирована на аэродром в Бутурлиновке. С 15 ноября 2021 года закончена реконструкция аэродрома. Авиатехника вернулась с аэродрома Бутурлиновка на постоянное место дислокации. Аэродрому «Балтимор» после технической экспертизы присвоили высший класс. 21 декабря 2021 года воинскую часть посетил губернатор Воронежской области Александр Гусев. Новая полоса, сделанная из армированного монолитного бетона толщиной 60 сантиметров, стала шире и длиннее прежней на километр. Расположение рулёжных дорожек тоже поменяли. Так, самолёты быстрее будут освобождать полосу. Отметим, что «Балтимор» сможет принимать любые самолёты, стоящие на вооружении воздушно-космических сил России, а также гражданские любой массы. В бомбардировочном полку есть современные самолёты поколения 4+. А бомбардировщики Су-34 по сравнению со своими предшественниками имеют более современные двигатели.
— Объект имеет стратегическое значение для вооруженных сил и, безусловно, для обороноспособности страны. В последние годы здесь прошла масштабная реконструкция. Коллеги говорят, что шума будет значительно меньше, — рассказал губернатор.
По словам главы региона, тип самолётов менее шумный, а также имеются шумопоглощающие устройства. Помимо этого, в определенное время суток некоторые полёты ограничены. Еще планируют установить шумоизоляционные экраны, которые снизят уровень шума авиадвигателей.
Используется ВКС РФ для нанесения авиаударов по территории Украины с 24 февраля 2022.

## Происшествия
9 ноября 2020 года солдат-срочник рядовой Антон Макаров напал на своих сослуживцев, три человека погибли, ещё один получил ранение.
14 августа 2024 года на фоне вторжения России на Украину аэродром подвергся массированной атаке ударных БПЛА.